# Vaticanista
Il vaticanista è quel giornalista, accademico o commentatore la cui area di competenza è lo studio e la comprensione del modo di operare della Santa Sede e della Chiesa cattolica romana.
Si tratta di un neologismo nato con la grande diffusione della stampa e dei media, nella prima metà del XX secolo.
È una figura professionale specialistica presente presso varie testate giornalistiche, sia laiche sia religiose, analoga al cosiddetto giornalista embedded che è al servizio di una parte in guerra.